# Plan de Guadalupe Sección Central
Plan de Guadalupe Sección Central är en ort i Mexiko.   Den ligger i kommunen Balancán och delstaten Tabasco, i den sydöstra delen av landet, 800 km öster om huvudstaden Mexico City. Plan de Guadalupe Sección Central ligger 44 meter över havet och antalet invånare är 232.
Terrängen runt Plan de Guadalupe Sección Central är mycket platt. Runt Plan de Guadalupe Sección Central är det glesbefolkat, med 20 invånare per kvadratkilometer. Närmaste större samhälle är Missicab, 12,3 km söder om Plan de Guadalupe Sección Central. Omgivningarna runt Plan de Guadalupe Sección Central är en mosaik av jordbruksmark och naturlig växtlighet.